# Серебряно-Прудское благочиние
Серебряно-Прудское благочиние — округ Коломенской епархии Русской православной церкви, объединяющий 11 приходов в пределах городского округа Серебряные Пруды Московской области.
Благочинный округа — протоиерей Иоанн Велигорский, настоятель церкви иконы Божией Матери «Знамение» посёлка Серебряные Пруды.

## Храмы благочиния

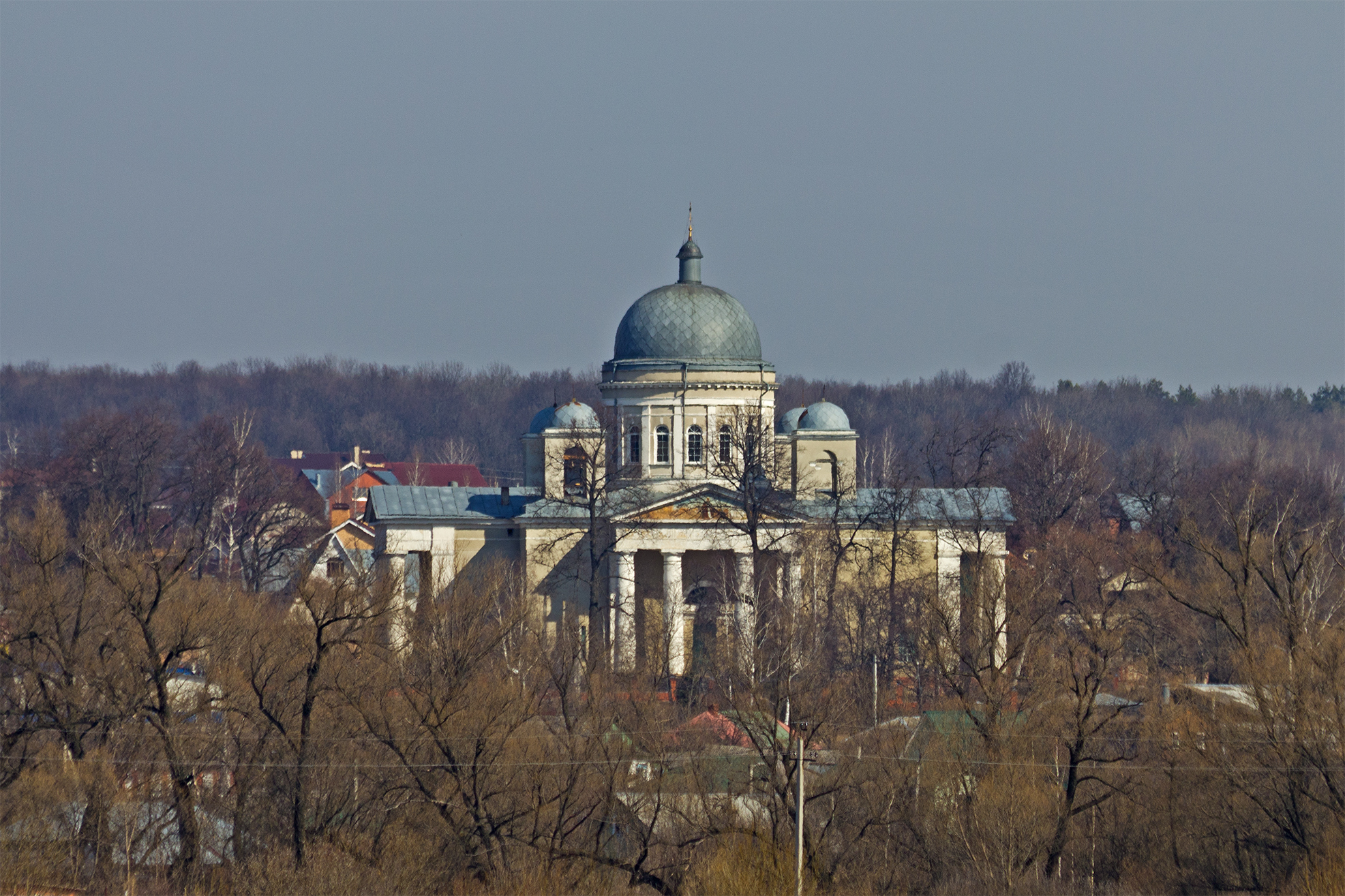
Церковь Святителя Николая посёлка Серебряные Пруды

### посёлок Серебряные Пруды
- Церковь иконы Божией Матери «Знамение» (1914); объект культурного наследия[2]
- Церковь Святителя Николая (1835); объект культурного наследия[3]

### Село Беззубово
- церковь во имя иконы Божией матери Троеручицы (2016)

### село Клемово
- Церковь Рождества Пресвятой Богородицы (1892—1909); объект культурного наследия[4]

### село Крутое
- Церковь Святого Иоанна Предтечи (1999)

### село Куребино
- Церковь Воскресения Словущего (1902); объект культурного наследия[5]

### село Мочилы
- Церковь Рождества Христова (1793); объект культурного наследия[6]

### село Мягкое
- Церковь Успения Пресвятой Богородицы (1892—1907); объект культурного наследия[7]

### Село Накаплово
- церковь Христорождественская (2012)

### Деревня Новомойгоры
- церковь в честь Тихвинской иконы Пресвятой Богородицы (2016)

### село Петрово
- Церковь архангела Михаила (2009)

### село Узуново
- Церковь Святителя Николая (2008)

### посёлок Успенский
- Церковь Успения Пресвятой Богородицы (2006)

## Канцелярия благочиния
Московская область, посёлок Серебряные Пруды, Первомайская улица, 5 (церковь иконы Божией Матери «Знамение»).